# Yarebitsa Cove
Die Yarebitsa Cove (englisch; bulgarisch залив Яребица saliw Jarebiza) ist eine 0,9 km breite und 0,57 km lange Bucht an der Südostküste von Smith Island im Archipel der Südlichen Shetlandinseln. Sie liegt nordöstlich des Skalina Point und südwestlich des Ivan Asen Point sowie 12 km nordöstlich des Kap James. Der Armira-Gletscher mündet in ihr Kopfende.
Bulgarische Wissenschaftler kartierten sie 2009. Die bulgarische Kommission für Antarktische Geographische Namen benannte sie 2015 nach Ortschaften im Nordosten und Süden Bulgariens.